# João Lima (atleta)
João Lima (Luanda, 20 de setembro de 1961 – 18 de novembro de 2023) foi um atleta de barreiras português. Ele competiu nos 110 metros com barreiras nos Jogos Olímpicos de Verão de 1988.